# Louis Albert Quarles van Ufford

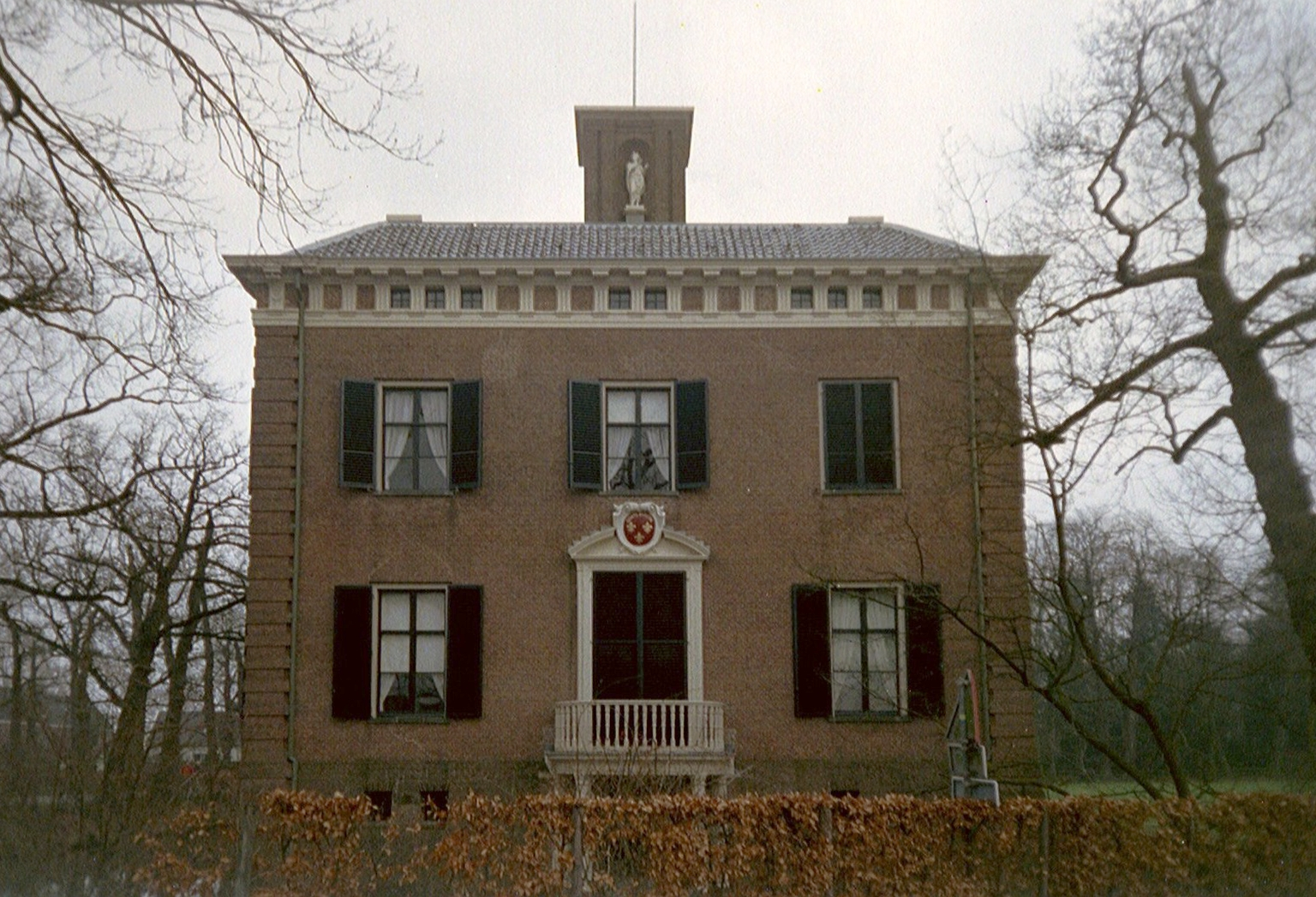
Huis Gunterstein aan de Vechtzijde

Louis Albert Quarles van Ufford (Utrecht, 7 februari 1916 − Doorn, 7 maart 1994) was een Nederlands burgemeester.

## Biografie
Quarles was het oudste kind van acht van jhr. dr. Louis Henri Quarles van Ufford (1883-1950) en Everarda Jacoba barones van Lynden (1881-1971). Na zijn studie rechten werd hij secretaris van het Hoogheemraadschap Amstelland. Van 1947 tot 1963 was hij burgemeester van Abcoude. Vervolgens was hij beheerder-secretaris van de subfaculteit Geologie en geofysica van de Rijksuniversiteit Utrecht. Hij was Officier in de Orde van Oranje-Nassau.
Quarles trouwde in 1947 met Mintje Antje van der Meer (1915-1993) met wie hij geen kinderen kreeg. Zij bewoonden Huis Gunterstein te Breukelen. Jhr. mr. L.A. Quarles van Ufford was een broer van burgemeester jhr. mr. Wilhem Herman Daniël Quarles van Ufford (1929-2017) die na hem Gunterstein ging bewonen.